# Augustus Wall Callcott
Augustus Wall Callcott, född 20 februari 1779, död 2 november 1844, var en brittisk konstnär.
Callcott var främst landskapsmålare, men ägnade sig även åt historiemålari. ett av hans främsta verk är Milton dikterar "Det förlorade paradiset" för sina döttrar.